# جواكيم موراه
جواكيم نابليون موراه (بالفرنسية: Joachim Murat)‏ (ولد باسم جواكيم موراه 25 مارس/ آذار 1767 - 13 أكتوبر/ تشرين الأول 1815)، مارشال فرنسا والأدميرال الأكبر أو أدميرال فرنسا [الإنجليزية]، الأمير موراه الأول [الإنجليزية]، كان الدوق الأكبر لبيرغ بين 1806-1808 وملك نابولي 1808-1815. حصل على بعض ألقابه كونه صهر نابليون بونابرت من خلال زواجه بشقيقة نابليون الصغرى كارولين بونابرت. عرف بكونه أنيقاً وعرف باسم «الملك الأنيق».

## بداياته
ولد جواكيم موراه في 25 مارس/ آذار 1767 في لا باستيد فورتونيير  (التي أعيدت تسميتها لاباستيد موراه [الإنجليزية]) في إدارة لوت في فرنسا، في مقاطعة غوين السابقة. والده بيير موراه جوردي (توفي 27 يوليو/ تموز 1799) كان صاحب خان وزوجته جين لوبيير (ولدت عام 1722 وتوفيت 11 مارس/ آذار 1806 في لا باستيد فورتونيير) التي كانت ابنة بيير لوبيير وجين فييكاز. كان والده ابن غيوم موراه (1692 - 1754) وزوجته مارغريت ايرباي (-1755)، الحفيد من جهة الأب لبيير موراه من مواليد 1634 وزوجته كاثرين بادوريه التي توفيت عام 1697 والحفيد من طرف الأم لبرتراند ايرباي وزوجته آن روك.
جند موراه في سلاح الفرسان في سن العشرين. في عام 1791 انضم إلى حرس الملك الدستوري [الإنجليزية] لكنه تركه بعد فترة قصيرة لينضم إلى الجيش النظامي. في 1792 رقي لرتبة ضابط. كان مؤيداً قوياً للثوري اليعقوبي سيئ السمعة جان بول مارات، وبالتالي اعتقد بفلسفة تمجد حكومة مركزية قوية في شكل جمهورية.

## 13 فندميير
في خريف عام 1795 وبعد ثلاث سنوات من خلع الملك لويس السادس عشر، نظم أنصار الملكية ومناهضو الثوريين انتفاضة مسلحة. في 3 أكتوبر/ تشرين الأول عين الجنرال نابليون بونابرت والذي كان في باريس قائداً لقوات دفاع المؤتمر الوطني الفرنسي. حاول هذا المؤتمر الدستوري بعد فترة طويلة من حكم الطوارئ إقامة نظام أكثر استقراراً وحكومة دائمة في الفترة التي تلت حقبة الإرهاب. كلف نابليون موراه بجمع المدفعية من إحدى الضواحي الواقعة خارج سيطرة قوات الحكومة. تمكن موراه من الاستيلاء على المدافع في كامب دي سابلون ونقلها إلى وسط باريس متفادياً الحشود الثائرة. سمح استخدام هذه المدافع في 4 تشرين الأول/ أكتوبر لبونابرت بحماية أعضاء المؤتمر الوطني. بسبب هذا النجاح رقي موراه إلى «شيف دو بريغاد» (عقيد أو كولونيل) وبعدها أصبح أحد أفضل ضباط نابليون.

## الحملتان الإيطالية والمصرية

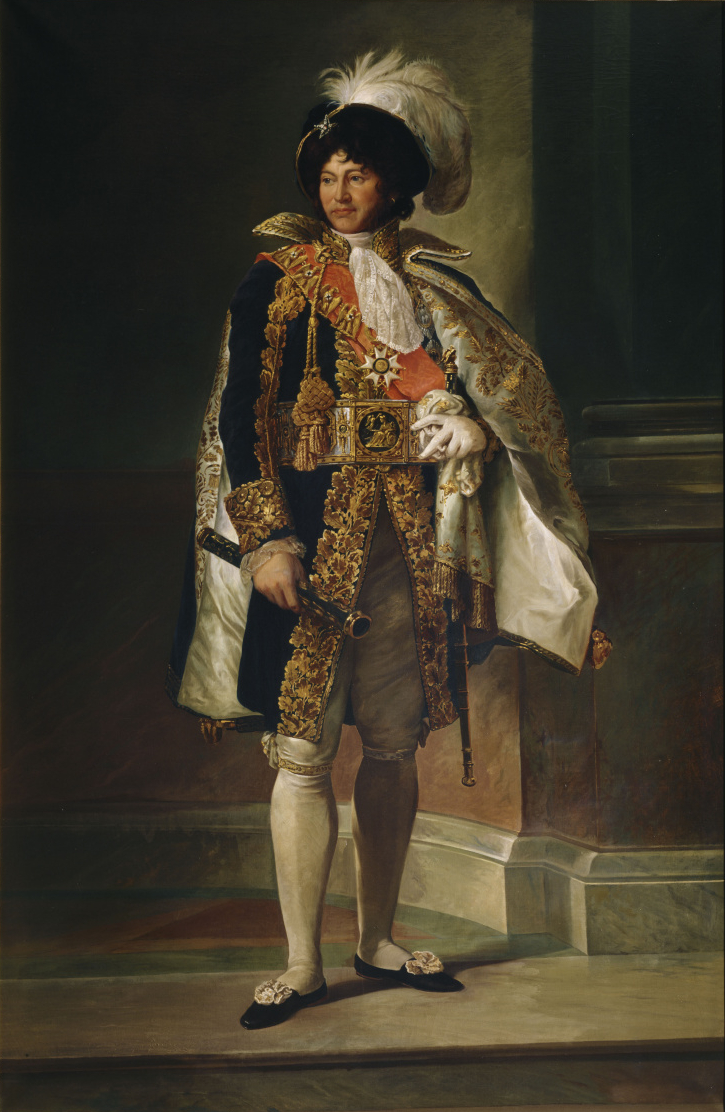
لوحة لموراه بريشة بارون جيرار

في 1796 ومع استقرار الوضع في العاصمة والحكومة وسوء مسار الحرب، ضغط نابليون للانضمام إلى الجيوش المتصدية للقوات الملكية الغازية. ذهب موراه بعد ذلك برفقة بونابرت إلى شمال إيطاليا حيث عمل في البداية كمساعد في المخيم لكنه رقي لاحقاً ليصبح قائد سلاح الفرسان بعد العديد من الحملات ضد النمساويين وحلفائهم الذين سعوا لإعادة الملكية إلى فرنسا والتخلص من الثورة. أدت شجاعته وجرأة سلاح الفرسان الذي يقوده إلى ترقيته إلى رتبة جنرال. جاءت شهرته من المعارك التي احتاج فيها بونابرت باستمرار إلى سرعة المناورة لتفادي الهزيمة من طرف الجيوش المتفوقة عددياً والتي تهاجم الجيش الفرنسي من مختلف الجهات وبالتالي ساعدت مهارات موراه في تعزيز شهرة بونابرت الأسطورية وشعبيته بين الفرنسيين.
قاد موراه سلاح الفرسان في الحملة الفرنسية على مصر في عام 1798 تحت قيادة نابليون. كان هدف هذه الحملة الاستراتيجية تهديد الممتلكات البريطانية الغنية في الهند. (بعضها خسرته فرنسا خلال حرب السنوات السبع). رغم ذلك انتهت الحملة قبل الأوان بسبب عدم غياب الدعم اللوجستي مع هزيمة الأسطول الفرنسي أمام القوة البحرية البريطانية. بعد المعركة البحرية قاد نابليون قواته براً باتجاه أوروبا عبر فلسطين وتركيا العثمانية، لكنه استدعي من طرف الإدارة (على الأقل جزئيا) بسبب مخاوف من غزو بريطاني. كما أن القس ساييه رأى في بونابرت حليفاً ضد حركة اليعاقبة وهكذا تم إعادة ترتيب قيادة الجيش.
عاد بقية ضباط الحملة غير العسكريين ومن بينهم موراه وبونابرت إلى فرنسا متسللين من بين الأساطيل البريطانية المختلفة في خمس فرقاطات. بعد مدة قصيرة لعب موراه دوراً هاماً ومحورياً في انقلاب بونابرت «داخل الانقلاب» في 18 برومير من السنة الثامنة (9 نوفمبر 1799) عندما تولى نابليون السلطة الفعلية في البلاد. قام نابليون بمعاونة اثنين من الإدارة الفرنسية (بما في ذلك القس ساييه) بتنحية الإدارة القديمة المؤلفة من خمسة أشخاص وتأسيس حكومة استشارية مؤلفة من ثلاثة أشخاص.
تزوج موراه من كارولين بونابرت في حفل مدني في 20 يناير 1800 في مورتفونتين ودينياً في 4 يناير 1802 في باريس وبذلك أصبح عديل ليتيسيا راموينو [الإنجليزية] وصهر جوزيف بونابرت ونابليون بونابرت ولوسيان بونابرت وإليسا بونابرت ولويس بونابرت وبولين بونابرت وجيروم بونابرت.

## الحروب النابليونية

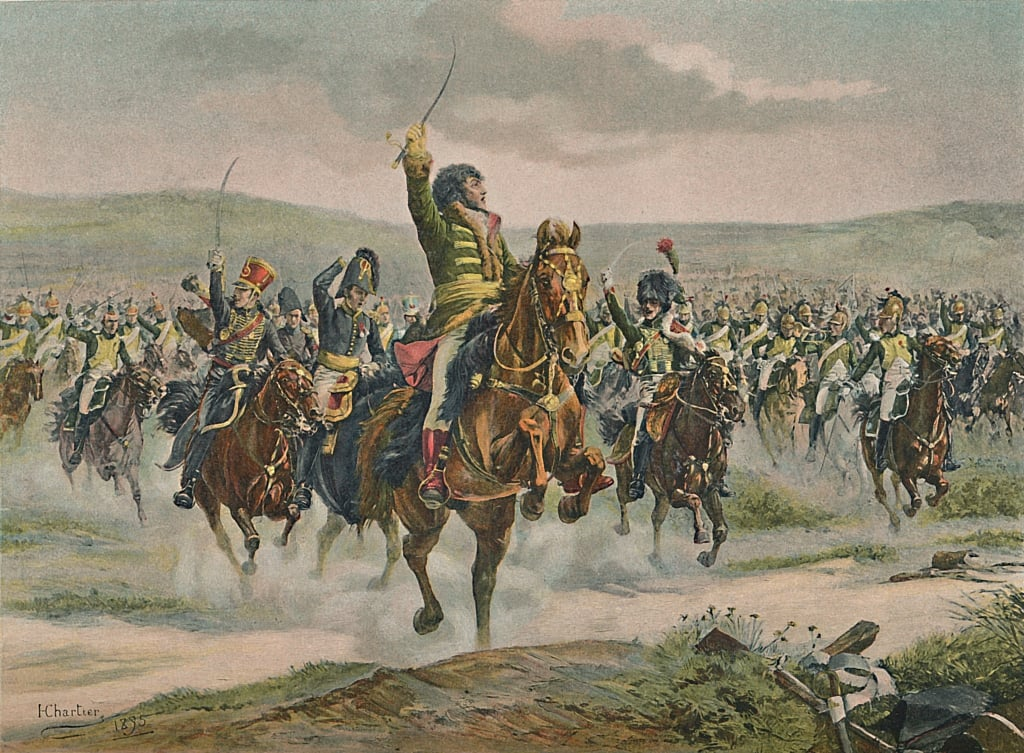
المارشال موراه قائداً للهجوم في معركة جينا 14 أكتوبر 1806

جعل نابليون من موراه مارشال فرنسا في 18 مايو 1804 ومنحه أيضاً لقب «الفارس الأول في أوروبا». كما نصب أميراً للإمبراطورية في 1805 وعين دوق بيرغ وكليفيس في 15 مارس/ آذار 1806 وحمل هذا اللقب حتى 1 أغسطس/ آب 1808 عندما عين ملكاً لنابولي وصقلية. كان قائداً للجيش الفرنسي في مدريد عندما اندلعت انتفاضة شعبية في 2 مايو والتي بدأت الحرب في شبه الجزيرة.
كان موراه مفيداً أيضاً خلال الحملة على روسيا (1812) وفي معركة لايبتزيغ (1813). ومع ذلك بعد هزيمة فرنسا في لايبزيغ توصل موراه لاتفاق مع الإمبراطورية النمساوية لينقذ عرشه الخاص.
أدرك موراه خلال الأيام المائة أن القوى الأوروبية في مؤتمر فيينا كانت لديها النية لعزله وإعادة مملكة نابولي وصقلية لحكامها قبل نابليون. هجر موراه حلفائه الجدد وبعد إصدار إعلان الثوار الطليان في ريميني تحرك شمالاً لمحاربة النمساويين في الحرب النابولية لتعزيز حكمه في إيطاليا بالوسائل العسكرية. هزم من قبل فريدريك بيانكي وهو جنرال فرانسيس الأول ملك النمسا في معركة تولينتينو [الإنجليزية] (2-3 مايو/ أيار 1815).
لجأ إلى كورسيكا بعد سقوط نابليون. اعتقل أثناء محاولة لاستعادة نابولي من خلال تمرد في كالابريا من قبل قوات الملك الشرعي فرديناند الرابع من نابولي وأعدم رميا بالرصاص في نهاية المطاف في كاستيللو دي بيتزو (كالابريا).
عندما حان موعد الإعدام تقدم موراه بثبات وهدوء غير متأثر كما لو كان ذاهباً لاستعراض عادي. رفض كرسياً أو عصب عينيه. قال: لقد تحديت الموت كثيراً حتى أصبحت لا أخاف منه. وقف منتصب القامة بفخر وبإقدام ووجهه نحو الجنود، وعندما كان كل شيء جاهزاً قبل صورة زوجته وقال التالي:

«أيها الجنود! أدوا واجبكم! مباشرة إلى القلب ولكن تجنبوا الوجه. نار!»

يستذكر موراه بضريح تذكاري في مقبرة بير لاشيز على الرغم من الاعتقاد أنه لم يدفن هناك فعلا ولكن جسده فقدت أو تلف بعد إعدامه. يقول آخرون أنه دفن في كنيسة في بيتسو مما جعل من نقل جسده ممكناً في وقت لاحق.

## أبناؤه
كان لموراه وكارولين أربعة أطفال:
- أخيل شارل لويس نابليون موراه، أمير بونتيكورفو الأول والأمير موراه الثاني. ولد في باريس 21 يناير/ كانون الثاني 1801، وتوفي في مقاطعة جيفرسون في فلوريدا في 15 أبريل/ نيسان 1847. تزوج في 12 يوليو / تموز 1826 في تلاهاسي، فلوريدا من كاثرين دانجرفيلد (من مواليد فريدريكسبيرغ، فرجينيا 17 أغسطس/ آب 1803 وتوفيت في تلاهاسي، فلوريدا في 7 آب / أغسطس 1867) وهي ابنة العقيد بيرد ويليس (29 أغسطس/ آب 1781 - 1846) وزوجته ماري لويس.
- الأميرة ماري ليتيسيا جوزفين انونسياد موراه. ولدت في باريس 26 أبريل/ نيسان 1802 وتوفيت في بولونيا 12 مارس/ آذار 1859. تزوجت في البندقية في 27 أكتوبر/ تشرين الأول 1823 من غيدو تاديو ماركيزي بيبولي (كونتي دي كاستيليوني) وهو من مواليد بولونيا 7 سبتمبر/ أيلول 1789 وتوفي في بولونيا 2 مارس/ آذار 1852.
- لوسيان شارل جوزيف موراه نابليون، أمير بونتيكورفو الثاني والأمير موراه الثالث [الإنجليزية]. ولد في ميلان في 16 مايو/ أيار 1803 وتوفي في باريس 10 أبريل/ نيسان 1878. تزوج في بوردن تاون في نيوجيرسي في 18 أغسطس/ آب 1831 من كارولين جورجينا فريزر والتي من مواليد تشارلستون بولاية كارولينا الجنوبية 13 أبريل/ نيسان 1810 وتوفيت في باريس في 10 فبراير/ شباط 1879. هي ابنة توماس فرايزر وزوجته آن لوتن. كان أحد المقربين من ابن عمه الأول نابليون الثالث من فرنسا. كما أنه سلف رينيه أوبرجونوا (ممثل).
- الأميرة لويز جولي كارولين موراه من مواليد باريس في 21 آذار 1805 وتوفيت في رافينا في 1 ديسمبر 1889. تزوجت في تريستي في 25 أكتوبر/ تشرين الأول 1825 من جوليو كونتي راسبوني. وهو من مواليد رافينا 19 فبراير/ شباط 1787 وتوفي في فلورنسا 19 يوليو/ تموز 1876.

## أقرباؤه
كان لموراه شقيق يدعى بيير موراه من مواليد لا باستيد فورتونيير في 27 نوفمبر/ كانون الثاني 1748 وتوفي في لا باستيد فورتونيير في 8 أكتوبر 1792 والذي تزوج في لا باستيد فورتونيير في 26 فبراير/ شباط 1783 من لويز داستورغ وهي من مواليد لا باستيد فورتونيير في 23 أكتوبر/ تشرين الأول 1762 وتوفيت 31 مايو/أيار 1832 وهي ابنة إيميريك داستورغ المولود عام 1721 وزوجته ماري الانيو الحفيدة من طرف الأب لأنطوان داستورغ المولود في 18 نوفمبر/ تشرين الثاني 1676 وزوجته ماري دو ماري (4 مايو/أيار 1686 - 7 أكتوبر/ تشرين الأول 1727)، وحفيدة من طرف الأم لجان الانيو وزوجته لويز دو فالون. أنجب بيير ولويز كلاً من ماري لويز وبيير أدريان (توفي 1805) ورادجوند وتوماس جواكيم وماري أنطوانيت والتي رتب الإمبراطور نابليون الأول زواجها بكارل  أمير هوهنتسولرن – سيغمارينغن [الإنجليزية]. أنجب كارل الثالث وماري كلاً من كارل أنطون أمير هوهنتسولرن والذي تنحدر من نسله ستيفاني ملكة البرتغال وشقيقها كارول الأول ملك رومانيا وابن شقيقتهما ألبرت الأول من بلجيكا، وأيضا يعتبر سليل ذو شهرة ورمز من رموز ستار تريك ورينيه أوبرجونوا أحفاده من الدرجة الرابعة.
| سبقه جوزيف بونابرت | ملك نابولي 1808 - 1815 | تبعه فرديناندو الرابع |

## معرض صور

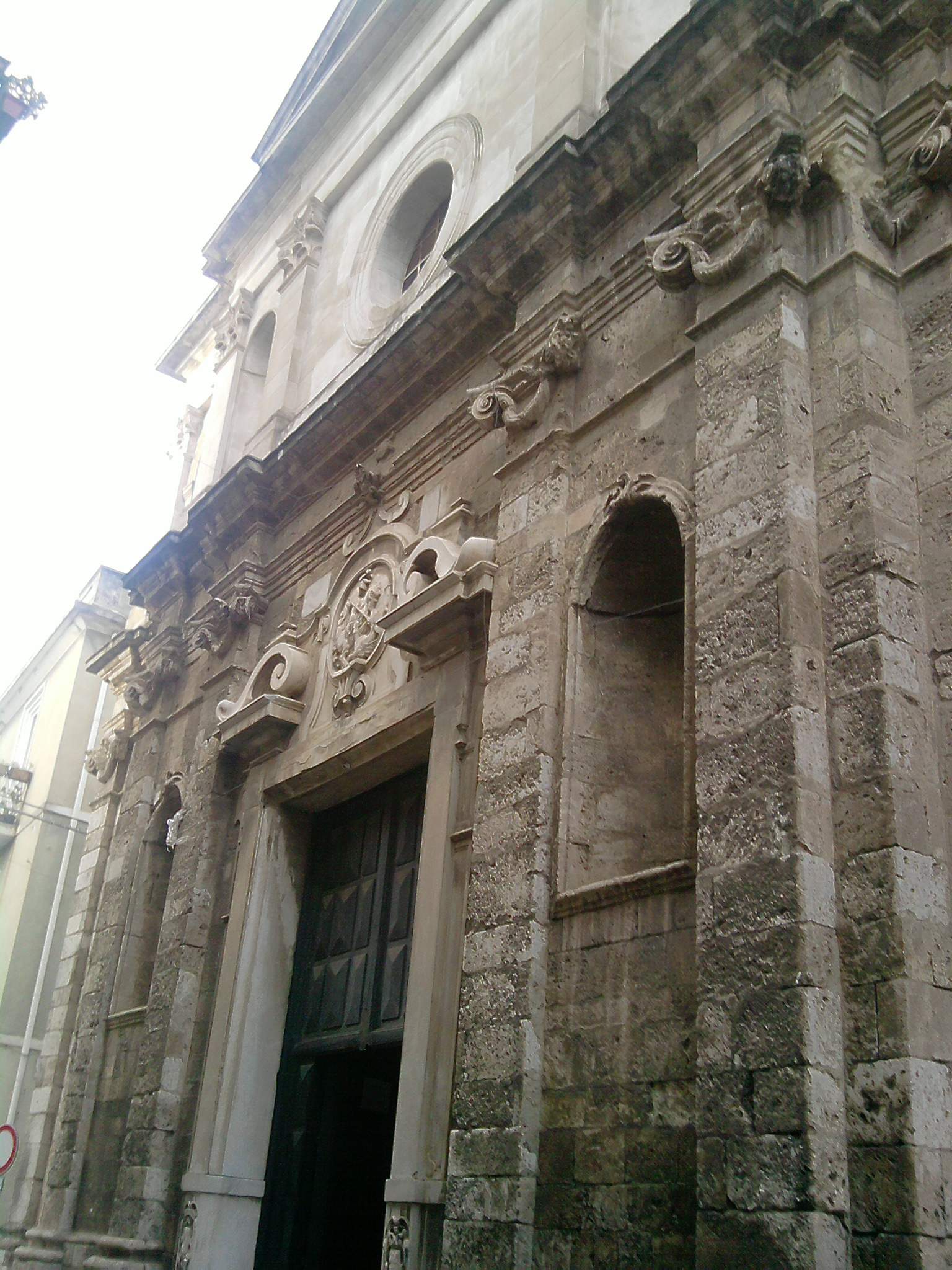
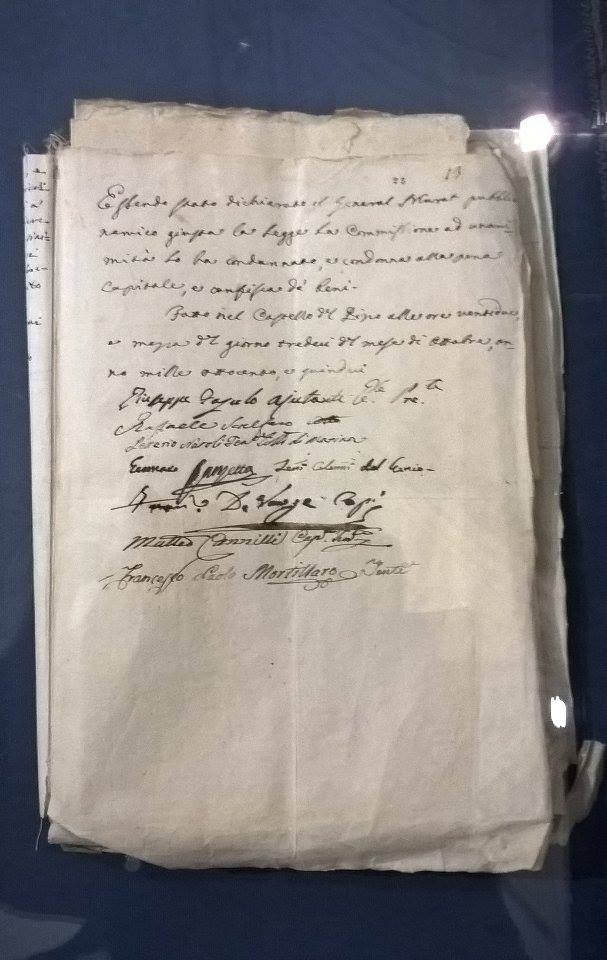
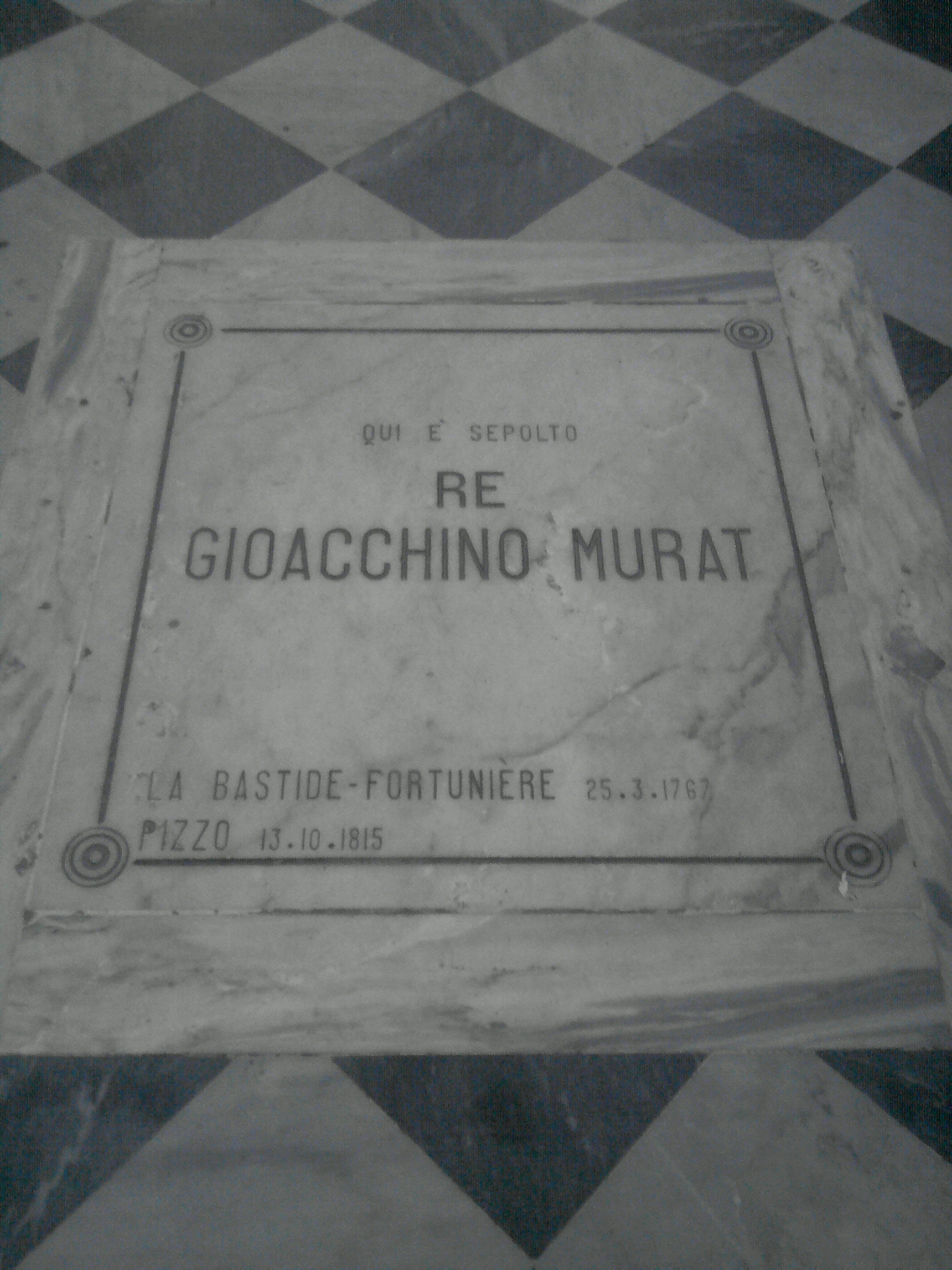
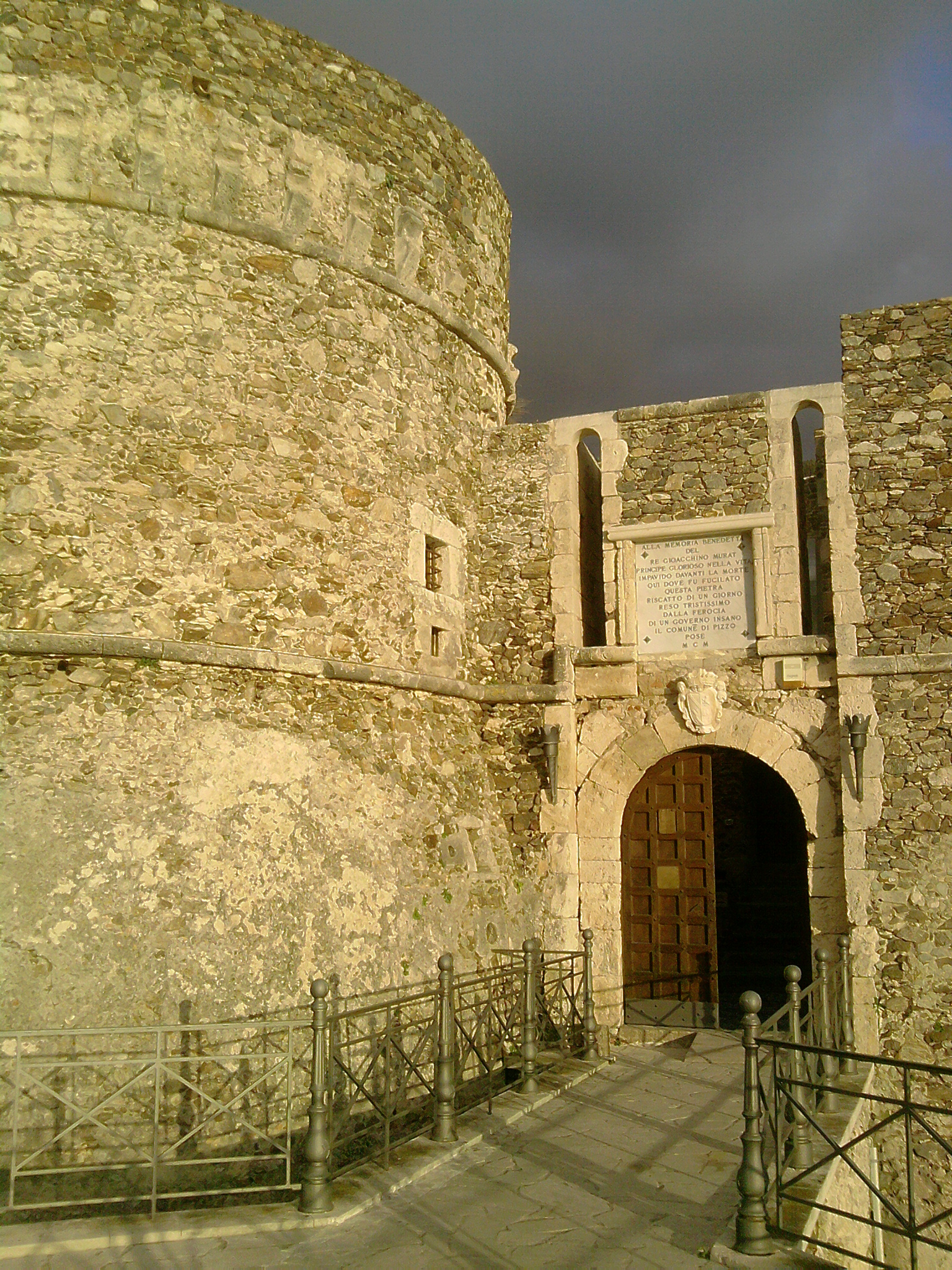

## وصلات خارجية
- الأدب النابليوني
- متحف أصدقاء موراه